# Cykelhelten
Cykelhelten er en dansk børnefilm fra 1995 der er instrueret af Anker Li efter eget manuskript.

## Handling
Far og søn fisker. De har det rart og tæt sammen. Og en dag kommer det helt store skridt frem mod den uundgåelige og naturlige løsrivelse. Junior får en cykel og skal lære at tæmme den tohjulede jernhingst ved egen hjælp. I begyndelsen med far trygt som ankermand, men gradvis mestrer man kunsten ved egen hjælp. Og en skønne dag er man klar til selv at besejre landskabets største bakke.